# Bernhard Ludwig (Kabarettist)
Bernhard Ludwig (* 18. November 1948 in Steyr; † 15. August 2023 in Wien) war ein österreichischer Kabarettist. Als ausgebildeter Psychologe und Psychotherapeut integrierte er psychotherapeutische Themen und Methoden sowie die Ernährungsweise „10in2“ in seine Kabarettprogramme.

## Leben
1948 geboren, schlug Ludwig nach einem abgebrochenen Medizinstudium eine Laufbahn als Psychologe und Psychotherapeut ein, wobei er sich auf verhaltenstherapeutische Interventionen bei übergewichtigen, Herzinfarkt- und Bluthochdruck-Patienten spezialisierte. Weiters befasste er sich mit Biofeedback und Firmenberatungen. Beeinflusst von der Provokativen Psychotherapie Frank Farrellys begann er sich mit therapeutischem Humor zu beschäftigen und ab 1992 als Kabarettist aufzutreten. Hierbei versuchte er, seine Erfahrungen und Kenntnisse aus der therapeutischen Praxis im Rahmen seiner Kabarettprogramme umzusetzen. Er selbst bezeichnete seinen Stil als „Seminarkabarett“, da er auch häufig versuchte, in seinen Programmen wissenschaftliche Erkenntnisse verständlich und unterhaltsam zu vermitteln. Größere Bekanntheit erreichte er besonders mit dem Programm „Anleitung zur sexuellen Unzufriedenheit“, bei dem er das Publikum nach Geschlechtern trennt, und von dem er behauptete, es könne „bis zu 10 Stunden Sexualtherapie“ ersparen. Von diesem Programm gab es auch eine Kinoversion. Weitere bekannte Programme sind „Anleitung zum Herzinfarkt“  und „Anleitung zum Diätwahnsinn“. Er publizierte seine Kabarettprogramme auch in Form von Büchern und Comics, teilweise auch auf Englisch. Ab 2002 absolvierte er auch Auftritte auf Englisch. Sein auch in Buchform erschienenes Programm „10in2 - Lustvoll Leben“ handelte von seiner Ernährungsphilosophie, mit der er selbst mehr als 20 kg an Gewicht verloren hatte: Einen Tag ganz normal essen und einen Tag fasten, d. h. nur trinken. Ein Tag Essen = 1 plus ein Tag Nichtessen = 0 und das in zwei Tagen ergibt die Formel 10in2, die Ludwig als Methode des intermittierenden Fastens, ergänzt um qualitative Ernährungsaspekte wie Umgang mit Alkohol und körperliche Bewegung, ab 2009 als eingetragene Marke 10in2 gemeinsam mit seinem Partner Erwin Haas vermarktete.
1999 erhielt Bernhard Ludwig den Österreichischen Kabarettpreis Karl. 2005 wurde ihm „für seine langjährigen Verdienste um Wissenschaft und Bildung“ der Berufstitel Professor verliehen.
Bernhard Ludwig starb in Wien am 15. August 2023 im Alter von 74 Jahren.

## Werke (Auswahl)
- Bernhard Ludwig: Anleitung zur sexuellen Unzufriedenheit. Georg Hoanzl, Wien 2002.
  - Anleitung zur sexuellen Unzufriedenheit (Comic), Comicautor: Günther Payr; Zeichner: Tim Jost (2005).
- Bernhard Ludwig: Anleitung zum Dickwerden. Aufspecken durch Diät. Heyne, München 1995, ISBN 3-453-03340-X.
- Bernhard Ludwig, Text und Storyboard v. Günther Payr Ill. v. Tim Jost, Comic: Anleitung zur sexuellen Unzufriedenheit. 2008, ISBN 978-3-442-15484-5.
- Bernhard Ludwig, Text und Storyboard v. Günther Payr Ill. v. Tim Jost: Anleitung zum  Lustvoll Leben 10in2. Ludwig, Bernhard, 2010, ISBN 3-9503070-0-1.
- Bernhard Ludwig, Erwin Haas, Alma Sonnleitner: Die „Morgen darf ich essen, was ich will“-Diät. Gräfe und Unzer, 2011, ISBN 978-3-8338-2736-5.
- Bernhard Ludwig: Die Nobelpreis-Methode. Gräfe und Unzer, 2019, ISBN 978-3-8338-6855-9.
- Bernhard Ludwig, Ronny Tekal: Das Wundermüsli. Gräfe und Unzer, 2020, ISBN 978-3-8338-7539-7.
- Bernhard Ludwig, Ronny Tekal: Anleitung zum Diätwahnsinn. Gräfe und Unzer, 2021, ISBN 978-3-8338-7738-4.